# Traité de Narva
Le traité de Narva est conclu le 19 août (calendrier julien) ou le 30 août 1704 (calendrier grégorien), dans le cadre de la Grande Guerre du Nord, et plus précisément de la guerre civile polonaise. Par ses termes, la faction de la République des Deux Nations fidèle à Auguste le Fort rejoint l'alliance anti-suédoise formée par l'électorat de Saxe et le tsarat de Russie.
Au début de la Grande Guerre du Nord, Auguste le Fort était roi de Pologne, grand-duc de Lituanie et électeur de Saxe. En 1699, il s'allie au tsar russe Pierre le Grand par le traité de Preobrajenskoïe et avec Frédéric IV de Danemark-Norvège par le traité de Dresde. Les alliés s'accordent pour une attaque combinée contre l'Empire suédois, qui débute en 1700. Dès 1700 cependant, le Danemark est contraint de se retirer et la Russie subit une défaite décisive. Dans les années suivantes, Charles XII de Suède poursuit Auguste à travers la Pologne-Lituanie, lui infligeant une série de défaites, tandis que la Russie se rétablit et progresse dans les provinces baltes. Les magnats lituaniens abandonnent Auguste en avril 1702 et s'allient à la Suède.
En juillet 1704, les avancées suédoises et les querelles internes qui en résultent en Pologne-Lituanie provoquent le détrônement d'Auguste le Fort et l'élection de Stanisław Leszczyński, le candidat promu par Charles XII de Suède, comme roi de Pologne. Cependant, Auguste le Fort bénéficiait toujours du soutien de la République des Deux Nations, notamment de la Confédération de Sandomierz, et d'environ 75 % de l'armée polonaise. Au nom de la République, Auguste et ses partisans déclarent la guerre à la Suède et rejoignent la coalition anti-suédoise à Narva.

## Termes du traité
Le traité est négocié pour la Pologne par Tomasz Działyński (pl), un commandant des forces saxo-polonaises participant au siège et à la prise de Narva par les Russes. Le traité a été signé par Pierre le Grand de Russie, Auguste le Fort et les magnats polono-lituaniens.
L'alliance était à la fois défensive et offensive. Le traité stipulait que la Pologne et la Russie devaient toutes deux poursuivre la guerre et ne signer aucun traité sans consentement mutuel. Pierre le Grand devait accorder à Auguste le Fort 200 000 roubles de subventions annuelles, entretenir 12 000 soldats et restituer les conquêtes de Semyon Paliy (en) en Ukraine et les conquêtes russes en Livonie.

## Conséquences
Pierre le Grand avait ainsi assuré que le théâtre polono-lituanien continuerait à occuper les forces suédoises. Les renforts devant appuyer la campagne russe de Charles XII furent interrompus lors de la Bataille de Koniecpol (en). Pour payer les subventions convenues, un impôt monétaire a été prélevé sur la paysannerie.
Pour Auguste, le traité était favorable, car sa position s'était détériorée à la suite de ses nombreuses défaites face aux armées suédoises. Pierre le Grand, en quête du traité, ordonna à Ivan Mazepa d'expulser Semyon Paliy des territoires cosaques de la République des Deux Nations, ce qu'il fit, car c'était une condition sine qua none posée par Działyński lors des négociations. Cependant, « l'occupation utile » russe de la Livonie n'aboutit pas à la rétrocession promise à la Pologne, mais plutôt à son intégration dans l'Empire russe.
La faction de la République des Deux Nations fidèle à Stanisław Leszczyński, organisée dans la Confédération de Varsovie, conclut une alliance avec l'Empire suédois lors du traité de Varsovie en novembre 1705.